# Радоје Ђерић
 Радоје Ђерић (Требиње, 28. децембар 1991) је веслачки репрезентативац Србије, члан ВК Партизан из Београда. Тренутно је студент на Факултету за менаџмент у савременом бизнису у Београду. Има млађег брата Мирка који се такође бави веслањем.

## Биографија
Ко и сви млади и Ђерић се интересовао за многе ствари — пливање, фудбал, фолклор. Када је имао 14 година заинтересовао се за веслање, који се као организован спорт тек појавио у његовој средини, после оснивања Веслачког савеза Републике Српске. 
Ђерић је први пут у животу сео у чамац 31. августа 2006. од када почиње метеорски успон. Те зиме пројекат Веслачког савеза Србије (ВСС) „Индетификација младих талената", који је тек почео са реализацијом и уз подршку Министарства омладине и спорта, довео је веслачке стручњаке у Требиње. Многобројни ученици су требињских школа желели су да се окушају на ергометру. Међу њима нашао се и 14-годишњи Ђерић. Чим је сео за „машину" за српске веслачке стручњаке није било велике дилеме - одмах су га индетификовали за потенцијалог репрезентативца за Летње олимпијске игре 2012.
После разговора са родитељима понуђено му је да пређе у Београд и настави школовање у електротехничкој школи „Раде Кончар" уз озбиљан веслачки тренинг као члан ВК Партизан.
Тачно пет година касније на Светском првенству у веслању на Бледу са четверцем без кормилара пласирао се у полуфинале овог такмичења, а четири дана касније петим местом у Б финалу и оверио „визу" за Лондон. 
Прво велико такмичење на којем је учествовао било је Светско првенство за јуниоре 2008. у Линцу. Веслао је у четверцу са кормиларом. Освојили су четврто место. На следећем првенству веслао је у дубл скулу, а од тада до данас у четверцу без кормилара.
Највећи успех постигли се на Европском првенству 2012. освајањем трећег места.
Учествовали су на Олимпијски играма 2012. у Лондону и били десети. 
Сва такмичења у четверцу без кормилара, чамац је веслао у саставу:Милош Васић, Радоје Ђерић, Миљан Вуковић, Горан Јагар уз повремене измене поретка веслача у чамцу.

## Значајнији резултати

### Летње олимпијске игре
- 2012 4М- — 10 место (Милош Васић, Радоје Ђерић, Миљан Вуковић, Горан Јагар)

### Светско првенство
- 2011. 4М- — 11 место (Милош Васић, Горан Јагар, Миљан Вуковић, Радоје Ђерић)

### Европско првенство у веслању|европско првенство
- 2010 4М- — 6 место (Милош Васић, Горан Јагар, Миљан Вуковић, Радоје Ђерић)
- 2011 4М- — 6 место (Милош Васић, Горан Јагар, Миљан Вуковић, Радоје Ђерић)
- 2012 - 4М- —  (Милош Васић, Радоје Ђерић, Миљан Вуковић, Горан Јагар)

### Светско првенство у веслању за јуниоре
- 2008 - Четверац са кормиларом — 4. место (Миљан Вуковић, Лука Ђорђевић, Милош Васић, Радоје Ђерић и кормилар Марко Мимић)
- 2009 - Дубл скул — 5. место Радоја Ђерић и Јован Јовановић

### Светски куп
Светски куп има три такмичења сваке године. На свим такмичењима у светском купу такмичио се са четверцем без кормилара у саставу:Милош Васић, Радоје Ђерић, Миљан Вуковић, Горан Јагар осим 2012. у Београду, када је Васића заменио Никола Стојић.
- 2010. Блед 2. место, Минхен 9. место и Луцерн 10 место
- 2011. Минхен 7. место, Луцерн 5. место, —
- 2012. Београд 12. место, — , Минхен 4. место